# Comporta
Comporta – sołectwo w powiecie Alcácer do Sal (Portugalia). Położone na obszarze 112,12 km², zamieszkane przez 1348 osób (dane z 2001). Gęstość zaludnienia: 12 os./km².